# NGC 2681
NGC 2681 is een balkspiraalstelsel in het sterrenbeeld Grote Beer. Het hemelobject werd op 17 maart 1790 ontdekt door de Duits-Britse astronoom William Herschel.

## Synoniemen
- UGC 4645
- MCG 9-15-41
- ZWG 264.26
- ARAK 185
- IRAS 08500+5130
- PGC 24961